# The Street Called Straight
Pour plus de détails, voir Fiche technique et Distribution.
The Street Called Straight est un film américain réalisé par Wallace Worsley, sorti en 1920.

## Synopsis
Afin de sortir sa famille de la ruine, Henry Guion détourne 400 000 dollars. Lorsque Peter Devenant, un ingénieur et ancien prétendant d'Olivia, la fille d'Henry, revient dans l'Est après avoir fait fortune, il offre de rembourser la somme. Olivia, fiancée au Colonel Ashley, refuse d'abord cette offre, puis finalement reconsidère la situation pour sauver la réputation de son père. Ashley rompt alors les fiançailles. Apprenant les problèmes de sa nièce, la riche tante d'Olivia, Mme De Melcourt, intervient et rembourse Peter, forçant sa nièce à réaliser qu'elle aime plus le jeune ingénieur que le hautain colonel. 

## Fiche technique
- Titre original : The Street Called Straight
- Réalisation : Wallace Worsley
- Scénario : Edward T. Lowe Jr., d'après la nouvelle The Street Called Straight de Basil King
- Photographie : Robert Newhard
- Montage : Frank E. Hull
- Production : Samuel Goldwyn
- Société de production : Eminent Authors Pictures
- Société de distribution : Goldwyn Distributing Company
- Pays d’origine :  États-Unis
- Langue originale : anglais
- Format : noir et blanc — 35 mm — 1,37:1 — Film muet
- Genre : drame
- Durée : 5 bobines
- Dates de sortie :  États-Unis : février 1920

## Distribution
- Charles Clary : Henry Guion
- Naomi Childers (en) : Olivia Guion
- W. Lawson Butt : colonel Rupert Ashley
- Alec B. Francis : Rodney Temple
- Irene Rich : Drusilla Fane
- Jane Sterling : Mme Temple
- Milton Sills : Peter Devenant
- Lydia Yeamans Titus : Mme Victoria De Melcourt